# Louis Michel (politik)
Louis Michel (* 2. září 1947, Tienen, Belgie) je belgický a evropský politik, od 1999 do 2010 člen Evropské komise.
V letech 1999 až 2004 byl členem Evropské komise v čele s Romanem Prodim zodpovědným za oblast vědy a výzkumu. Od listopadu 2004 se stal členem Evropské komise v čele s José Barrosem a jeho portfóliem se stala humanitární a rozvojová pomoc.
Syn Charles Michel je politik, předseda Evropské rady a bývalý belgický předseda vlády.

## Vyznamenání
- velkokříž Řádu prince Jindřicha, Portugalsko, 13. prosince 1999[1][2]
- rytíř velkokříže Řádu Leopolda II., Belgie, 26. května 2014[3]
- komandér Řádu Leopolda, Belgie[1]
- důstojník Řádu Leopolda, Belgie[1]
- rytíř Řádu Leopolda, Belgie[1]
- Řád Stará planina I. třídy, Bulharsko[1]
- rytíř velkokříže Řádu Dannebrog, Dánsko[1]
- velkodůstojník Řádu čestné legie, Francie[1]
- rytíř velkokříže Řádu čestné legie, Francie
- komtur Národního řádu Mali, Mali
- rytíři velkokříže Řádu Orange-Nassau, Nizozemsko[1]
- velkokříž Řádu rumunské hvězdy, Rumunsko[1]
- rytíř velkokříže Řádu Isabely Katolické, Španělsko[1]
- komandér velkokříže Řádu polární hvězdy, Švédsko[1]
- velkodůstojník Řádu Plejády, Organisation internationale de la Francophonie[1]